# 糖尿病學 (期刊)
《糖尿病學》（英語：Diabetologia）是同行評審的醫學雜誌，涵蓋糖尿病學和為歐洲糖尿病研究協會的官方刊物。